# Абдуллино (Аургазинський район)
Абду́ллино (рос. Абдуллино, башк. Абдулла) — присілок у складі Аургазинського району Башкортостану, Росія. Входить до складу Семенкинської сільської ради.
Населення — 91 особа (2010; 81 в 2002).
Національний склад:
- чуваші — 90%